# ピエロがお前を嘲笑う
ピエロがお前を嘲笑う（ピエロがおまえをあざわらう、独: Who Am I - Kein System ist sicher 直訳: 私は誰 - 安全なシステムはない、英: Who Am I）は、2014年のドイツの映画。バラン・ボー・オダー共同脚本・監督によるテクノスリラー作品である。警察に出頭した天才ハッカーの青年が語る事件の顛末と、その自白によって進められる捜査の行方を描いている。ヤンチェ・フリーセとの共同執筆による脚本で、ベルリンとロストックにて撮影された。仮想空間であるウェブでの人間同士のやり取りを現実世界の地下鉄に見立てて表現するシーンが随所で登場する。
2014年トロント国際映画祭のコンテンポラリー・ワールド・シネマ部門で上映された。ドイツ・アカデミー賞で6部門にノミネートされた。ハリウッドでのリメイクが決まっている。

## あらすじ
数々のハッキング事件を起こした上、殺人容疑をかけられて指名手配されていた天才ハッカー、ベンヤミンが警察に出頭する。ベンヤミンは捜査官のハンネにこれまでの経緯を語るとともに命を狙われていると言う。ハンネはベンヤミンの供述にもとづいて捜査を始めるが、証言の内容と食い違う点が次々と明らかになってくる。

## キャスト
※括弧内は日本語吹替
- ベンヤミン: トム・シリング（ドイツ語版）（河西健吾） - 天才ハッカー。学校ではいじめられっこ。
- マックス: エリアス・ムバレク（木内秀信） - 野心家のハッカー。ベンヤミンと「クレイ」を結成。
- シュテファン: ヴォータン・ヴィルケ・メーリング（根本明宏） - 弱点探索の得意なハッカー。無謀。
- パウル: アントニオ・モノー・Jr（佐々健太） - ハードウェア寄りのハッカー。慎重。
- マリ: ハンナー・ヘルツシュプルンク（三木美） - ベンヤミンの中学時代の同級生。
- マルティン・ボーマー: シュテファン・カンプヴィルト（ドイツ語版） - 捜査官。
- ハンネ・リンドベルク: トリーヌ・ディルホム（ドイツ語版）（瀬田ひろ美） - ユーロポールの捜査官。